# Kedjereaktion
Kedjereaktion eller självkatalyserande reaktion är en kemisk reaktion eller kärnreaktion vars reaktionsprodukt katalyserar reaktionen i fråga. 

## Kemi
I bioteknologi används polymeraskedjereaktioner för att utgående från en liten mängd arvsmassa skapa tillräcklig mängd för instrumentell identifikation eller annan behandling - PCR.
Ett exempel på kemisk kedjereaktion är bildningen av väteklorid ur en gasformig blandning av klor och väte (klorknallgas). Under inverkan av ljus sönderfaller en klormolekyl i två kloratomer: Cl—Cl + ljus → 2 Cl⋅. De bildade, synnerligen reaktiva, fria kloratomerna reagerar med en vätemolekyl under bildning av väteklorid och en väteatom, som i sin tur reagerar med en klormolekyl under bildning av väteklorid och en fri kloratom o. s. v. 
Cl⋅ + H—H → HCl + H⋅
H⋅ + Cl—Cl → HCl + Cl⋅

## Kärnfysik

Kedjereaktion i uran. En neutron klyver en ^{235}U-kärna, som här ger upphov till tre nya neutroner. En av dessa försvinner, en absorberas av ^{238}U och en neutron fortsätter kedjereaktionen.

I kärnfysik kan neutroner ge upphov till kedjereaktioner när det klyvbara materialet har uppnått kritisk massa. Både kärnvapen och kärnkraftverk beror på en kedjereaktion, men det finns olika mekanismer. 
Lise Meitner och Otto Hahn upptäckte 1938 fission av uran när det bestrålades med neutroner. Dessförinnan hade man endast betraktat neutroninfångning och försökt tolka reaktionsprodukterna som transuraner, men Meitner insåg att vätskedroppmodellen ledde till att kärnan kunde sönderfalla när en neutron tillförde tillräckligt med kinetisk energi, ungefär 1 MeV. Produkterna var ämnen med lägre atomnummer som barium och krypton. Dessutom ger fission upphov till några nya neutroner med hög energi. 
Att det är svårt att underhålla en kedjereaktion i naturligt uran beror på att träffytan för fission inte är så stor, att neutronerna tappar energi i kollisioner och att de absorberas, även i uran. Naturligt uran består mest av isotopen U-238, men 0,7 % är U-235. Denna mer sällsynta isotop har en stor träffyta för fission. Genom anrikning kan man framställa rent U-235. Där räcker det med en klot på 17,4 cm diameter för en kedjereaktion. För en sfär av rent U-235 är den kritiska massan 52 kg. För en något större klot divergerar kedjereaktionen mycket snabbt - en nukleär explosion.
I ett kärnvapen handlar det om snabba neutroner med energier högre än 0,1 MeV, i kärnkraftverk beror klyvningen vanligtvis på långsamma neutroner. Dock finns det "snabba reaktorer", som till exempel bridreaktorer. En liten andel "fördröjda" neutroner (0,6 % i klyvningsprodukter från U-235) med en halveringstid på några sekunder gör att man kan styra kedjereaktionen i en kärnreaktor med hjälp av regler- eller styrstavar.